# Otus jolandae
L'Otus jolandae Sangster, King, Verbelen & Trainor, 2013 è un uccello rapace della famiglia Strigidae.
endemica di Lombok, isola indonesiana parte dell'arcipelago delle Piccole Isole della Sonda, e nelle vicine isole Gili, risulta l'unica specie di uccello endemica dell'isola. Venne riconosciuta per la prima volta come specie separata nel settembre 2003, ed è stata formalmente descritta nel 2013.